# 15533 Saturnino
15533 Saturnino eller 2000 AP138 är en asteroid i huvudbältet som upptäcktes den 5 januari 2000 av LINEAR i Socorro County, New Mexico. Den är uppkallad efter Joseph Carmelo Saturnino.
Asteroiden har en diameter på ungefär 4 kilometer.